# Los Guayos (municipalité)
Pour les articles homonymes, voir Los Guayos.
Los Guayos est l'une des quatorze municipalités de l'État de Carabobo au Venezuela. Son chef-lieu est Los Guayos. En 2011, la population s'élève à 149 606 habitants.

## Géographie

### Subdivisions
La municipalité est constituée d'une seule paroisse civile, avec à sa tête, une capitale (entre parenthèses) :
- Los Guayos (Los Guayos).